# 20.000 leghe sub mări (film din 1916)
20.000 leghe sub mări (în engleză 20,000 Leagues Under the Sea) este un film mut din 1916 regizat de Stuart Paton. Scenariul se bazează pe romanul Douăzeci de mii de leghe sub mări de Jules Verne și, puțin, pe Insula misterioasă de același scriitor.